# Don't Be a Menace to South Central While Drinking Your Juice in the Hood
Don't Be a Menace to South Central While Drinking Your Juice in the Hood (no Brasil Vizinhança do Barulho) é um filme de comédia americano de 1996, dirigido por Paris Barclay (em sua estreia como diretor), escrito e estrelado por Shawn Wayans e Marlon Wayans, com Phil Beauman coescrevendo o roteiro. No filme, dois primos exploram o mundo surreal e cômico da Zona Sul de Los Angeles.
Don't Be a Menace parodia vários filmes de bairro dos anos 1990, notadamente Menace II Society (1993), South Central, Juice (ambos de 1992) e Boyz n the Hood (1991), inclusive apresentando participações especiais de atores desses filmes, muitas vezes parodiando seus papéis originais. Produzido por Keenen Ivory Wayans, é o segundo filme dos Wayans a parodiar a cultura cinematográfica negra e a sociedade afro-americana, depois de I'm Gonna Git You Sucka (1988).
Foi lançado nos Estados Unidos em 12 de janeiro de 1996 pela Miramax Films, recebendo críticas mistas a negativas, mas conquistando um status cult ao longo dos anos. Se tornou um sucesso comercial, arrecadando US$ 20,9 milhões em todo o mundo contra um modesto orçamento de cerca de US$ 4 milhões.
Por motivos desconhecidos, o ator Robert Schimmel é listado nos créditos de abertura, embora não apareça em nenhum momento do filme; seu nome também não consta nos créditos finais.

## Enredo
O jovem adulto Ashtray é enviado para o centro da cidade para morar com o pai. Ashtray aprende sobre a vida nas ruas com seu primo psicótico e que vive armado, Loc Dog, sua avó desbocada e maconheira, seu pai menor de idade e os membros de gangue Preach e Crazy Legs — um anão paralítico de cadeira de rodas. Em uma festa numa casa da vizinhança, Ashtray se apaixona pela infame Dashiki, que tem sete filhos, para desgosto do ex-presidiário Toothpick, que por acaso é seu ex-namorado. Quando Ashtray e Loc Dog saem para comprar alguns lanches, Toothpick e sua gangue, Al Dog e Sam, confrontam Ashtray e o mantêm sob a mira de uma arma até que Loc Dog os ameaça com um míssil nuclear montado na traseira de sua caminhonete, após o que Toothpick e sua gangue fogem do local.
Ao entrarem na loja, Loc Dog e Ashtray são assediados pelos donos da loja, um casal de coreanos, e Loc Dog atira neles quando fazem um comentário sobre sua mãe. Os dois são então confrontados por "O Homem" — uma misteriosa figura branca do governo —, que mata os coreanos, joga sua arma para os primos para incriminá-los e vai embora. Enquanto isso, a avó de Ashtray e Loc Dog vai até a igreja e outra senhora idosa a menospreza, resultando em uma competição de breakdance entre as duas, a qual a avó vence.
Ashtray visita Dashiki e eles fazem sexo. Logo após o ato, Dashiki imediatamente alega que Ashtray a engravidou. Uma vez que o rapaz não se sente responsável o suficiente para ser pai, Dashiki o expulsa de sua casa. Enquanto isso, Toothpick e Al Dog recrutam um novo membro para sua gangue através de um jogo de pular corda. Depois, Sam confronta Ashtray, Loc Dog, Preach e Crazy Legs sobre Ashtray ter engravidado Dashiki. Loc Dog da um soco em Sam, seguido por Ashtray e Preach que o pisoteiam, achatando-o literalmente. O quarteto decide buscar proteção com seu amigo Old School, que os aconselha a se protegerem e cuidarem uns dos outros, até que sua mãe aparece e diz para ele limpar seu quarto.
Momentos depois, Toothpick aparece atirando dentro de um carro em movimento para se vingar da surra de Sam, com Crazy Legs ficando ferido no processo. Com Crazy Legs hospitalizado, Ashtray decide voltar para Dashiki e assumir o bebê recém-nascido. Dashiki concorda em dar outra chance a Ashtray, e eles decidem deixar o bairro buscando melhores condições de vida.
Em casa, Ashtray então lê uma história de ninar para seu pai (que é jovem demais para ir a uma festa), o que o faz ejacular antes de dormir. Na festa, Loc Dog conhece Keisha, a quem ele leva para seu caminhão de correio para beber e fazer sexo, durante o qual Keisha se transforma em um monstro demoníaco e ataca Loc Dog, deixando-o nu enquanto ele tenta fugir gritando.
Ashtray conversa com Loc Dog sobre sua partida enquanto Toothpick e sua gangue se preparam para outro tiroteio. Enquanto Toothpick e Loc Dog trocam tiros, Ashtray é baleado. Enquanto a gangue de Loc Dog e Toothpick continuam a atirar, a avó sai da lixeira e ajuda Loc Dog a disparar no carro de Toothpick, com ambos atirando em Al Dog e Sam, em seguida, furando um pneu, fazendo com que Toothpick seja arremessado para fora do carro, caindo em uma viatura policial. Preach e Dashiki encontram Ashtray ferido, mas ele recupera a consciência e beija Dashiki. Uma mulher encontra Toothpick — a qual é revelada que é sua mãe — e o espanca com o sapato por roubá-la anteriormente. Depois disso, Toothpick e sua gangue são presumivelmente presos.
Depois disso, cada personagem segue caminhos diferentes: Ashtray e Dashiki se casam e aproveitam suas vidas, Loc Dog se torna o apresentador do Death Comedy Jam (uma paródia do programa de televisão Def Comedy Jam) abrindo e fechando o programa com palavrões extremos, Preach e sua namorada se estabelecem juntos, Crazy Legs se torna um dançarino — onde é mostrado ele num balé sendo arremessado pelos outros dançarinos —, e a Vovó segue sua vida normal — a qual é mostrada fumando maconha.

## Elenco
- Shawn Wayans como Ashtray: um adulto jovem comum que tenta se virar em um mundo confuso, sendo enviado por sua mãe para viver no gueto, onde seu pai pode lhe ensinar como se tornar um homem. Ashtray foi baseado nos personagens Tre Styles, Bobby Johnson e Caine Lawson, protagonistas dos filmes Boyz n the Hood, South Central e Menace II Society, respectivamente.
- Marlon Wayans como Loc Dog: o primo bandido de Ashtray. Ele dirige um caminhão de entregas dos Correios dos Estados Unidos carregado com armas e balística, incluindo uma arma nuclear. Foi baseado nos personagens O-Dog de Menace II Society, Lucky de Poetic Justice (1993) e Doughboy de Boyz n the Hood.
- Tracey Cherelle Jones como Dashiki: o interesse amoroso de Ashtray. Uma "mãe de bairro" com sete filhos de sete homens diferentes. O endereço de Dashiki é 6969 Penetration Avenue. Foi baseada em Ronnie de Menace II Society, Justice de Poetic Justice e Brandi de Boyz n the Hood.
- Darrell Heath como Toothpick: ex-namorado de Dashiki, que acabou de sair da prisão e ainda age como se estivesse encarcerado. Ele jura que irá matar Ashtray por ter um romance com Dashiki.
- Lahmard Tate como o pai de Ashtray: o modelo temperamental de Ashtray que dá conselhos sábios ao filho. De acordo com Ashtray, ele é apenas "alguns anos mais velho do que ele", embora algumas referências tenham sido feitas à possibilidade de Ashtray ser mais velho do que ele, como Ashtrad participando de uma festa para a qual seu pai não tem idade suficiente. Foi baseado em Furious Styles, de Boyz n the Hood.
- Helen Martin como a Vovó de Ashtray e Loc Dog: uma mulher idosa que fuma maconha, fala palavrões e frequenta a igreja. Foi baseada em Delilah Benson, personagem do filme Dead Presidents (1995)
- Chris Spencer como Preach: amigo de Ashtray e ex-membro de gangue que se tornou um ativista "politicamente consciente", assemelhando-se a um membro da Nação do Islã, embora encontra-se "confuso" quanto a isso; ele tem um fetiche por garotas brancas. Baseado em Sharif, de Menace II Society, e Ali, de South Central.
- Suli McCullough como Crazy Legs: amigo de Ashtray que ficou paraplégico em um tiroteio. Ele nutre o sonho de ser um dançarino profissional, apesar de sua incapacidade. Foi baseado em Chris, de Boyz n the Hood.
- Isaiah Barnes como Doo Rag: o filho mais velho de Dashiki. Em um determinado momento do filme, ele aponta uma arma para Ashtray após perder uma partida de videogame. Quando ele admite que aprendeu sobre armas em "desenhos animados e filmes de bairro", Ashtray declara apaixonadamente que ele e Doo Rag são uma espécie em extinção — não porque suas vidas estejam em perigo, mas porque "os rappers estão roubando todos os bons trabalhos de atuação!". O garoto revira os olhos enquanto Ashtray lhe dá um sermão sobre os valores da educação. Foi baseado em Anthony, de Menace II Society
- Antonio Fargas como Old School: um amigo de Ashtray e Loc Dog.
- Bernie Mac como o Self Hatred: um policial que assedia Ashtray e Loc Dog. Enquanto joga Ashtray contra o capô de sua viatura, ele fala sobre o quanto odeia negros e qualquer coisa negra, apesar dele também ser um negro. Baseado no Policial Coffey de Boyz n the Hood.
- Terri J. Vaughn como Keisha: uma mulher possuída que Loc Dog conheceu em uma festa noturna e a levou para o compartimento de carga de sua caminhonete. Enquanto ele faz sexo com ela, ela se transforma em uma versão demoníaca de si mesma e força Loc Dog a fazer sexo com ela. Não se sabe o que aconteceu depois disso. Foi baseada em Abby, a personagem-título de um filme de terror de 1974 sobre uma mulher possuída por um espírito sexual africano.
- Benjamin N. Everitt como "O Homem": um homem branco pálido, ruivo e de óculos, que rouba sistematicamente uma loja de conveniência enquanto os donos coreanos vigiam Ashtray e Loc Dog de perto e ignoram completamente seus crimes. Quando Loc Dog está atirando contra os donos, mas não os acerta, "O Homem" dispara uma vez e atinge uma luminária suspensa que cai sobre os donos, matando-os. Ele então joga sua arma para Ashtray e Loc Dog, que, desavisados, a pegam por engano enquanto ele risca seus nomes de sua lista de homens negros que ele incriminou por crimes e tira uma única luva (numa referência ao Caso O. J. Simpson).
- Keith Morris como Dave: o viciado em crack, um usuário de drogas aparentemente em abstinência que se oferece para fazer sexo oral em troca de trocados ou instruções para chegar à casa de alguém.
- Keenen Ivory Wayans como o carteiro: ele aparece várias vezes ao longo do filme gritando "Mensagem!" sempre que uma lição moral é expressa sem sutileza nos diálogos dos personagens. No final do filme, quando Loc Dog faz um discurso desconexo para Ashtray, o carteiro aparece novamente e pergunta: "Do que diabos ele está falando?"
- Omar Epps como Malik: seu personagem de Higher Learning (1995). Ambientado um ano após os eventos de Higher Learning, este filme o retrata retornando à escola para o segundo ano, dando esperança a Ashtray e Loc Dog. Assim que os dois partem e desejam boa sorte a Malik no novo ano letivo, ele é baleado e morto por um novo membro dos Skinheads, que então risca seu nome da lista de "irmãos que estão tentando sair do gueto".
- LaWanda Page como a mãe da velha guarda.

## Trilha sonora
O álbum da trilha sonora do filme foi lançado em 9 de janeiro de 1996 pela Island Records apresentando músicas dos gêneros hip hop e R&B. O álbum alcançou a 18ª posição na Billboard 200, a 3ª posição na parada Billboard R&B/Hip-Hop Albums e foi certificado como Ouro pela RIAA em 14 de março de 1996, por vender 500.000 cópias nos Estados Unidos.
O filme, e seu álbum subsequente, gerou cinco singles: a música gospel "Don't Give Up" do grupo The Island Inspirational All-Stars, "Renee" e "Can't Be Wasting My Time" do Lost Boyz, "All the Things (Your Man Won't Do)" do rapper Joe, e "Let's Lay Together" da banda The Isley Brothers.

## Recepção

### Comercial
Don't Be a Menace to South Central While Drinking Your Juice in The Hood arrecadou US$ 8.112.884 em 1.010 cinemas em seu fim de semana de estreia, estreando em segundo lugar nas bilheterias dos Estados Unidos atrás apenas de 12 Monkeys, obtendo uma média de US$ 8.032 por cinema. Ao final de sua temporada nos cinemas, o filme arrecadou US$ 20.949.601 mundialmente.

### Crítica
O Rotten Tomatoes dá ao filme uma taxa de aprovação de 32% com base em 28 avaliações, com uma classificação média de 4,70/10. Já o Metacritic dá ao filme a pontuação 53/100, com base nas avaliações de 16 críticos, indicando resenhas "mistas ou médias".
Chris Hicks, crítico do Deseret News, escreveu que o filme tem algumas piadas, "mas muitas [delas] não fazem sentido, ou são muito baratas e vulgares em vez de inteligentes e espirituosas. Com muita frequência, os Wayans (que também coescreveram o roteiro) zombam dos atributos físicos das mulheres, zombam dos deficientes, apontam uma arma para a cabeça de alguém ou fazem uma idosa xingar e fumar maconha, como se fossem cenas inerentemente hilárias. E então as mesmas piadas são repetidas de uma forma ligeiramente variada".
Godfrey Cheshire, da revista Variety, disse que o filme tem um "elenco genial e capaz" e é "animado e hilário em momentos estranhos", mas "dificilmente evoca In Living Color e outros precedentes dos Wayans e, comparado a um filme genuinamente satírico como Fear of a Black Hat [1993], de Rusty Cundieff, é uma paródia simples, com pouco em termos de comentários irônicos ou piadas originais".
Stephen Holden, do jornal The New York Times, escreveu: "a parte cômica mais inflamatória do filme [é quando] os desconfiados donos de um supermercado coreano seguem Ashtray e Loc Dog pelos corredores enquanto um cliente branco furta casualmente um saco cheio de itens e esvazia a caixa registradora. Ao retornar ao balcão, o dono grita para o ladrão que estava saindo: 'Você esqueceu de algo', e entrega as últimas notas restantes".
Bruce Fretts, da Entertainment Weekly, escreveu: "Don't Be a Menace está no seu melhor quando rompe com a moralidade dos filmes de John Singleton [...] e quando faz piadas diretas sobre raça ou cultura, mas muitas dessas piadas parecem 'muito bobas'".
Com o passar dos anos, Don't Be a Menace to South Central While Drinking Your Juice in The Hood se tornou uma comédia cult.